# Ferrovia di Valmorea
La ferrovia della Valmorea era una linea ferroviaria internazionale, gestita dalle Ferrovie Nord Milano, che, alla sua massima estensione, collegava Castellanza, in provincia di Varese, a Mendrisio, nel Canton Ticino.
Progressivamente depotenziata e dismessa entro il 1977, è stata parzialmente riattivata nei primi anni del Terzo millennio, limitatamente alla tratta Malnate Olona-Mendrisio, onde operarvi episodici servizi turistici con trazione a vapore.
La tratta Stabio-Mendrisio è invece passata in gestione alle FFS, che l'hanno mantenuta in esercizio dapprima per soli servizi merci, poi dal 2014 (previo raddoppio del binario ed elettrificazione) di nuovo per servizi passeggeri, nel quadro della rete celere del Canton Ticino e della nuova ferrovia Mendrisio-Varese.

## Storia

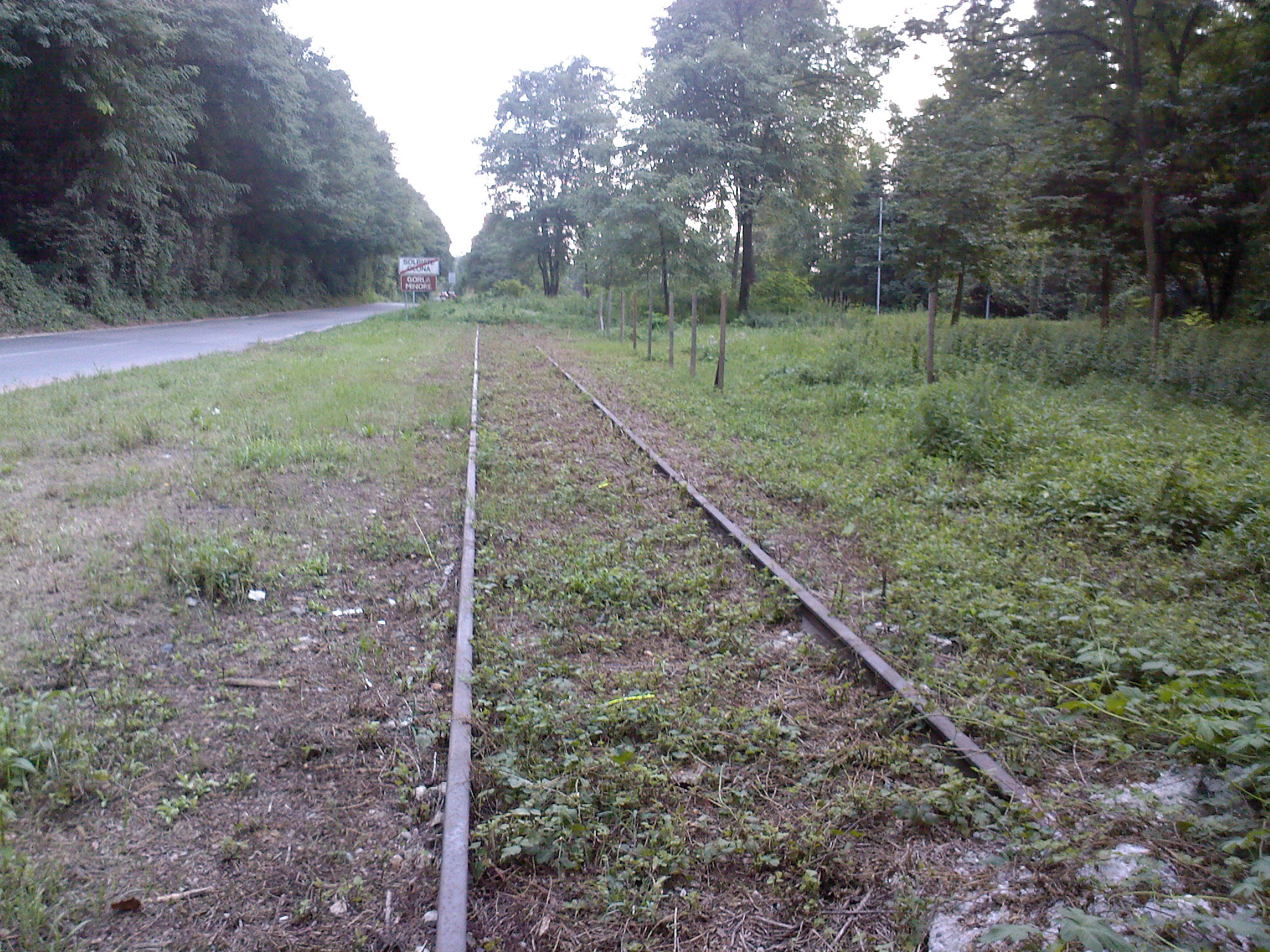
Il tracciato nei pressi di Solbiate Olona

La concessione per la costruzione e l'esercizio della Castellanza-Malnate fu ottenuta dalla Società Anonima per la Ferrovia Novara-Seregno (FNS), che già aveva in concessione l'infrastruttura della linea omonima.
Il primo tratto, da Castellanza a Cairate, fu aperto il 18 luglio 1904.
Il 31 dicembre 1915 fu inaugurata la tratta da Cairate-Lonate Ceppino a Malnate, autorizzata con regio decreto n. 18 del 5 gennaio 1913 e il 31 dicembre 1915 fu la volta della sezione fino a Valmorea, che comprendeva la caratteristica stazione di Malnate, nei pressi della quale veniva sottopassata la Saronno-Laveno. L'anno successivo l'esercizio della linea fu ceduto dalla FNS alle Ferrovie Nord Milano.
Frattanto (1913) si era costituita una società ad hoc con il compito di costruire il tronco ferroviario sul territorio svizzero: la Società Anonima per la Ferrovia Mendrisio-Stabio confine (FMS), con sede a Mendrisio. La Valmorea-Mendrisio fu aperta il 28 giugno 1926, conferendo all'intera linea la funzione di importante via di comunicazione internazionale.
Nel 1928, su ordine del governo fascista, la ferrovia fu fatta terminare a Valmorea, chiudendo la frontiera italo-svizzera di Santa Margherita di Stabio. In territorio svizzero la ferrovia rimase in uso come raccordo industriale per soli servizi merci.
Privata ormai la linea della sua funzione di collegamento internazionale, nel 1938 il capolinea dei treni passeggeri fu arretrato a Cairate, mentre le merci proseguivano fino a Malnate. L'anno successivo il capolinea della ferrovia fu posto a Castiglione Olona.

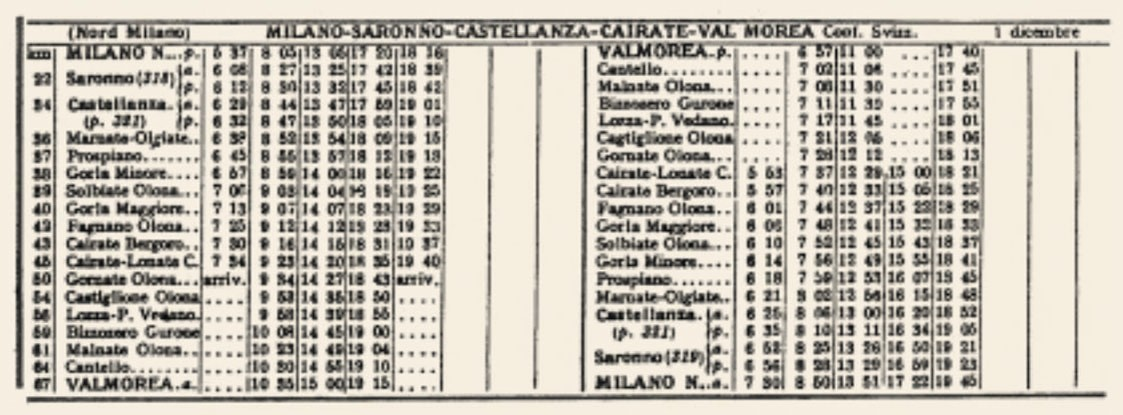
Orario del 1933

Il servizio passeggeri fu chiuso definitivamente nel 1952. Il 16 luglio 1977 anche il traffico merci fu soppresso, in conseguenza della chiusura della Cartiera Vita Mayer di Cairate, principale cliente del servizio, e dello scarso interesse delle altre aziende della valle a mantenere in esercizio la linea ferroviaria. In seguito, più volte venne prospettata la riapertura della linea, portando nel 1980 ad un apposito stanziamento per il relativo studio.
Nel 2010 la stazione di Castellanza, ubicata in piazza XXV Aprile, fu dismessa in seguito all'apertura della tratta che attraversa l'omonimo comune in sotterranea e sostituita da un nuovo impianto, sempre sulla linea Novara-Seregno, ubicato in via Morelli.
Dal 1º dicembre 2008 al 31 maggio 2014 la tratta Mendrisio-Stabio venne interessata dai lavori di raddoppio ed elettrificazione per divenire parte della nuova ferrovia Mendrisio-Varese; nell'ambito di tale progetto, dal 2014 la tratta è percorsa dai treni suburbani, effettuati da TiLo in servizio sulla Rete celere del Canton Ticino, i quali dal 2018 (previa attivazione dell'intera nuova linea internazionale) proseguono da e per Como, Bellinzona e l'aeroporto di Malpensa.

### Il servizio turistico

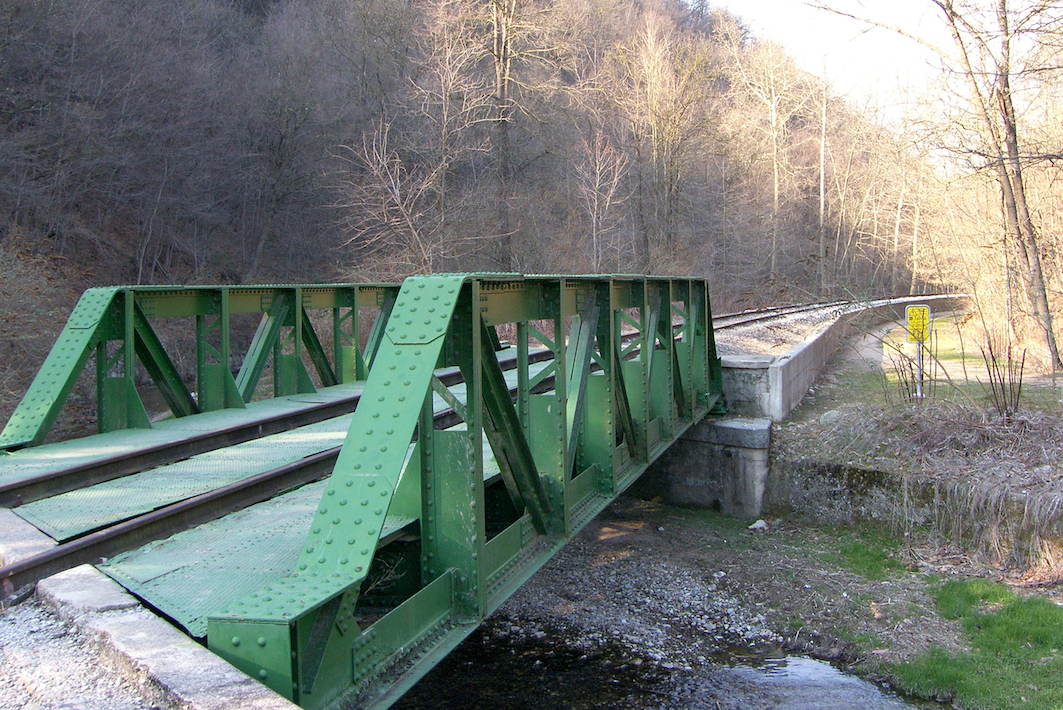
Un ponte sul tratto di ferrovia recuperato a uso turistico, nei pressi della stazione di Rodero

Nel 1990 ebbe inizio un progetto di recupero a fini turistici della linea, ad opera del Club del San Gottardo di Mendrisio, in seguito supportato dall'Associazione Amici della Ferrovia Valmorea, nata nel 2005, che portò alla riapertura, nel 1995, della tratta confine di Stato-casello 14 di Rodero, seguita nel 1996 dalla Rodero-Valmorea, nel 2003 della Valmorea-Cantello e infine il 12 maggio 2007 della Cantello-Malnate. 
Sulla tratta venivano effettuati in giornate stabilite dei treni storici speciali, solitamente trainati da una locomotiva a vapore E3/3 ex FFS, e composti da tre carrozze d'epoca passeggeri della Gotthardbahn e un carro merci chiuso K2.
Dal 2010 un percorso ciclabile affianca per buona parte il sedime ferroviario tra Castellanza e Castiglione.
Nel 2014 il servizio turistico venne sospeso per questioni di tipo burocratico e normativo che avrebbero impedito al Club San Gottardo di operare ancora autonomamente in Italia con i propri treni storici; da allora anche il tratto ripristinato Malnate-Mendrisio è nuovamente caduto in abbandono.

### Demolizione
La linea ferroviaria per il tratto Malnate Olona - Bizzozero - Gurone fu demolita per l’impossibilità di utilizzo, in seguito alla creazione della diga di Gurone, inaugurata nel dicembre 2009. La diga avrebbe causato una zona di allagamento controllato che avrebbe sommerso la linea ferroviaria e i Mulini di Gurone, motivo per cui è stato costruito il terrapieno a forma circolare dei mulini.

### Proposte di riattivazione totale
Esiste da tempo la proposta di procedere alla riattivazione totale della ferrovia fino a Castellanza.
A giugno 2020 si è svolto un incontro tra i sindaci dei Comuni toccati dalla linea e alcuni consiglieri della Regione, nel quale è stata presentata un'ipotesi di ripristino totale della linea con l'utilizzo di treni ad idrogeno; a fine 2020 l'ipotesi di riattivare totalmente la linea come trasporto transfrontaliero, ma anche in chiave turistica, è stata avanzata in sede regionale.
Nel 2023 viene annunciato che la linea sarà recuperata con sole finalità turistiche mediante l'impiego di ferrocicli, che potranno essere condotti dai visitatori sui binari esistenti; l'intervento è promosso da Regione Lombardia e l'attuazione sarà curata da E-Vai, società di car sharing del gruppo FNM.

## Caratteristiche
La linea, a binario unico, aveva una lunghezza di 36,342 km.

### Percorso
| Continuation backward |

| Station on track |

|  | Unknown route-map component "ABZgl" | Unknown route-map component "CONTfq" |

| Unknown route-map component "SKRZ-Au" |

| Small bridge over water |

| Unknown route-map component "eHST" |

| Unknown route-map component "HSTeBHF" |

| Unknown route-map component "CONTgq" | Unknown route-map component "ABZgr" |  |

| Unknown route-map component "EIU" |

| Unknown route-map component "GRZq" + Restricted border on track |

| 5+148  |
| 31+194 |

| Station on track |

| Station on track |

| Small bridge over water |

| Unknown route-map component "KBHFxe" |

| Unknown route-map component "dCONTgq" | Unknown route-map component "dSTRq" | Unknown route-map component "xKRZu" | Unknown route-map component "dWBRÜCKEq" | Unknown route-map component "dCONTfq" |

| Unknown route-map component "exBHF" |

| Unknown route-map component "exHST" |

| Unknown route-map component "exBHF" |

| Unknown route-map component "exBHF" |

| Unknown route-map component "exBHF" |

| Unknown route-map component "exBHF" |

| Unknown route-map component "exWBRÜCKE1" |

| Unknown route-map component "exBHF" |

| Unknown route-map component "exHST" |

| Unknown route-map component "exBHF" |

| Unknown route-map component "exBHF" |

| Unknown route-map component "exBHF" |

| Unknown route-map component "exBHF" |

| Unknown route-map component "exBHF" |

| Unknown route-map component "exSKRZ-Au" |

|  | Unknown route-map component "exABZg+l" | Unknown route-map component "exCONTfq" |

| Unknown route-map component "exWBRÜCKE1" |

| Unknown route-map component "exBHF" |

| 0+000  |
| 31+194 |

|  | Unknown route-map component "xABZg+l" | Unknown route-map component "tCONTfq" |

| Unknown route-map component "STR+GRZq" |

| Station on track |

| Unknown route-map component "exCONTgq" | Unknown route-map component "eABZgr" |  |

| Continuation forward |

#### Da Castellanza a Malnate Olona

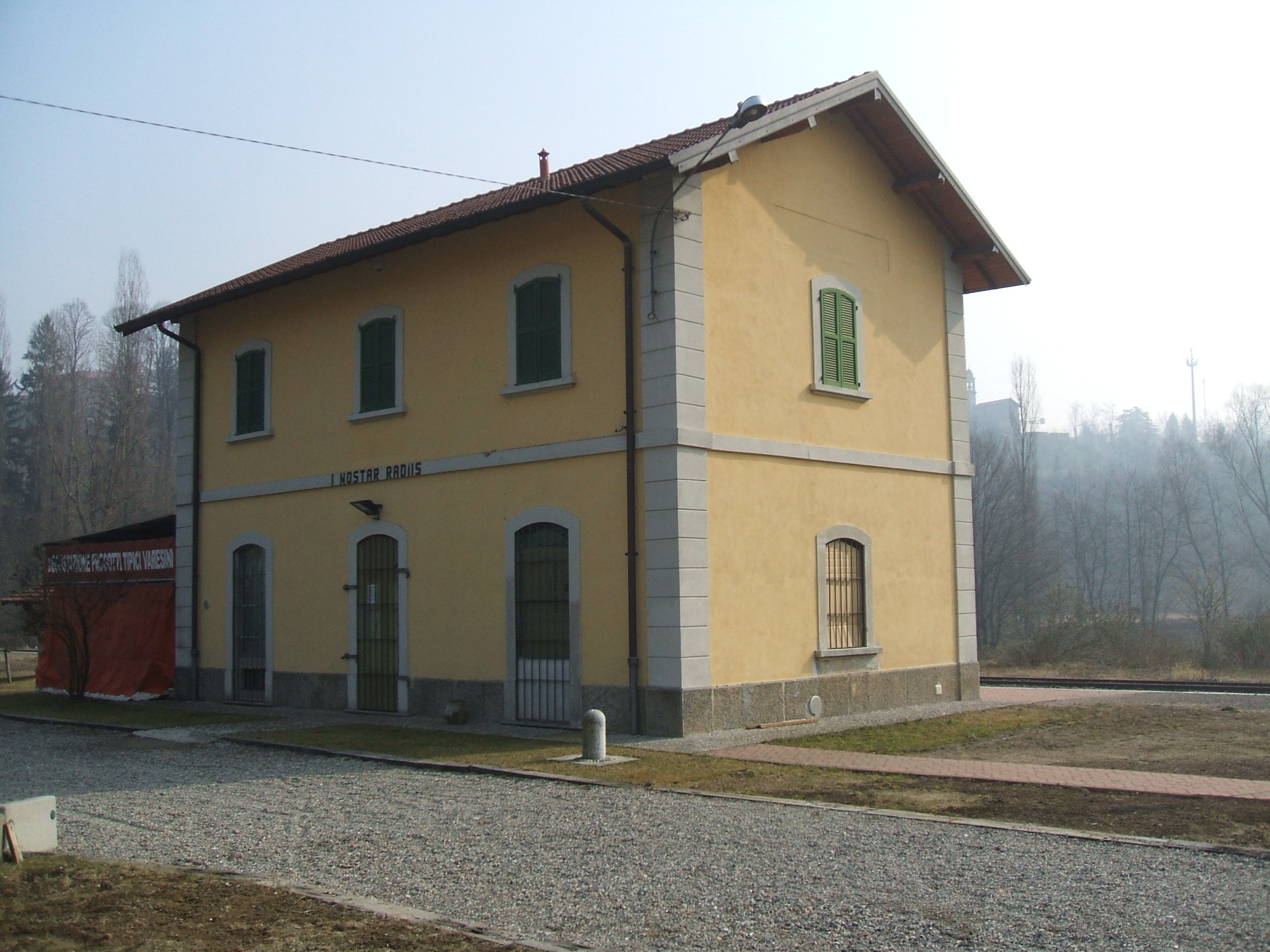
Fabbricato viaggiatori di Malnate-Olona nel 2008

Il capolinea della linea ferroviaria era posta presso la vecchia stazione di Castellanza nel piazzale binari della quale si congiungevano la Novara–Saronno e la Saronno-Malpensa.
Proseguendo verso est, la linea superava un ponte in pietra sull'Olona; tale tratta, insieme alla stazione, è stata dismessa nel 2010 con l'attivazione della nuova stazione di Castellanza che sorge a Busto Arsizio. Dopo il ponte e una curva in direzione di Saronno, la linea si separava da quelle verso Novara, Malpensa e Saronno all'uscita nord-ovest e dopo due curve si giungeva alla stazione di Marnate-Olgiate Olona.
Dopo questa stazione la linea superava un'altra curva per poi entrare nella stazione di Prospiano per proseguire quasi in rettilineo fino a Gorla Minore dove era situata la omonima stazione, proseguendo ancora in rettilineo toccando le stazioni non più esistenti di Gorla Maggiore, Fermata Candiani, raccordata con il cotonificio Candiani, e di Fagnano Olona, situata in curva.

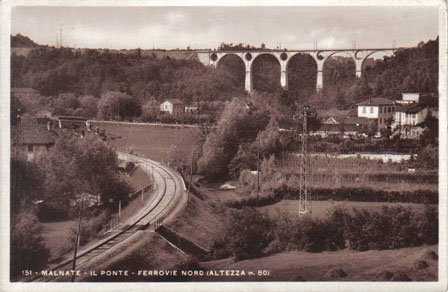
Il celebre viadotto di Malnate (visto da nord rispetto ad esso) e la linea internazionale di Valmorea in basso a sinistra

Lasciata Fagnano Olona, la linea affrontava diverse curve e rettilinei toccando le stazioni di Cairate-Bergoro, Cairate-Lonate, Torba-Gornate Olona, Castiglione Olona, Lozza-Ponte di Vedano, per continuare in curva fino alla stazione di Bizzozero-Gurone la quale sorgeva a poche centinaia di metri rispetto al capolinea della tranvia Varese-Bizzozero, attiva fra il 1907 e il 1950.
Dopo quest'ultima località, la linea affrontava una curva stretta, sottopassava il ponte di Malnate della linea Saronno-Varese-Laveno e la ex linea Como-Varese (chiusa nel 1966) e giungeva alla stazione di Malnate Olona.

#### Da Malnate Olona a Mendrisio
Dopo la stazione di Malnate Olona la linea (che fu riaperta per fini turistici nel 2007 e chiusa nel 2013) supera un ponte in ferro sull'Olona e prosegue in rettilineo fino a Cantello il cui primitivo fabbricato di stazione è stato demolito nel 1992.
La linea affronta diverse curve per poi entrare nello spiazzo dove sorgeva la stazione di Valmorea (i cui impianti furono demoliti nel 1991); dopo tale spiazzo affronta altre curve, attraversa il cancello che delimita il confine di Stato per poi proseguire con un rettilineo al termine del quale un'ultima curva consente l'ingresso nella stazione di Stabio.
Poco dopo Stabio la linea, raddoppiata ed elettrificata quale prima sezione della nuova ferrovia Varese-Mendrisio, affronta un'altra curva dopo di cui era situata la stazione di Ligornetto-Genestrerio. Dopo quest'ultima località, la ferrovia entra nella stazione di Mendrisio, posta sulla ferrovia del Gottardo.